# Bernd Stange
 (janvier 2019).
Si vous disposez d'ouvrages ou d'articles de référence ou si vous connaissez des sites web de qualité traitant du thème abordé ici, merci de compléter l'article en donnant les références utiles à sa vérifiabilité et en les liant à la section « Notes et références ».
Bernd Walter Stange (né le 14 mars 1948 à Gnaschwitz, en Saxe) est un footballeur est-allemand reconverti comme entraîneur.

## Biographie
Bernd Stange commença en tant que footballeur en divisions inférieures est-allemandes (Chemie Gnaschwitz, Vorwärts Bautzen et HSD DHfK Leipzig), sans rien remporter.
Il se fit un nom en tant qu'entraîneur : commençant avec les jeunes du FC Carl Zeiss Iéna, il entraîna progressivement l'équipe première de 1976 à 1978. Puis, de 1978 à 1988, il entraîna les sélections est-allemandes (moins de 21 ans, l'équipe olympique et l'équipe première). De 1988 à 1991, il retourna entraîner le club du FC Carl Zeiss Iéna. Avec la fin de la RDA, il partit pour l'étranger : bien qu'il entraîna le Hertha Berlin pendant une saison et le VfB Leipzig, il fit deux saisons en Ukraine (Dnipro Dnipropetrovsk et FK CSKA Kiev), sans rien remporter. Il revint entraîner une troisième le FC Carl Zeiss Iéna, pendant une saison, puis s'exila en Australie pendant trois saisons au Perth Glory. On le retrouva par la suite sélectionneur d'Oman pour les éliminatoires de la Coupe du monde 2002, mais il ne parvint pas à qualifier le pays. À la suite de la guerre en Irak, Bernd Stange prit les commandes de la sélection irakienne de 2002 à 2004. Puis de 2005 à 2007, il devint l'entraîneur du club Apollon Limassol.
Il remporta en tant qu'entraîneur, deux coupes de RDA en 1972 et en 1974, un championnat de Chypre en 2006 et une supercoupe de Chypre, la même année.
Sous la RDA, en plus d'être entraîneur, il fut Inoffizieller Mitarbeiter (informateur non officiel) pour la Stasi, concernant les joueurs est-allemands en contact avec des clubs de la RFA. Son nom de code fut IM Kurt Wegner.

## Clubs

### En tant que joueur
- 1957-1965 :  Chemie Gnaschwitz
- 1965-1966 :  Vorwärts Bautzen
- 1966-1970 :  HSD DHfK Leipzig

### En tant qu'entraîneur
- 1970-1971 :  FC Carl Zeiss Iéna (jeunes)
- 1971-1976 :  FC Carl Zeiss Iéna (Assistant)
- 1976-1978 :  FC Carl Zeiss Iéna
- juil. 1978-juil. 1980 :  Allemagne de l'Est -21 ans
- juil. 1980-juil. 1982 :  Allemagne de l'Est (Assistant)
- juil. 1982-1984 :  Allemagne de l'Est (équipe olympique)
- 1984-juil. 1988 :  Allemagne de l'Est
- 1988-1991 :  FC Carl Zeiss Iéna
- 1991-1992 :  Hertha BSC Berlin
- 1993-fév. 1994 :  VfB Leipzig
- 1995-1996 :  Dnipro Dnipropetrovsk
- 1996-1997 :  FK CSKA Kiev
- 1997-1998 :  FC Carl Zeiss Iéna
- 1998-2001 :  Perth Glory
- juil. 2001-déc. 2001 :  Oman
- juil. avr. 2002-2004 :  Irak
- 2005-2007 :  Apollon Limassol
- juil. 2007-nov. 2011 :  Biélorussie
- mai 2013-2016 :  Singapour
- janvier 2018-janvier 2019 :  Syrie

## Palmarès
- Coupe d'Allemagne de l'Est
  - Vainqueur en 1972 et en 1974

- Championnat de RDA
  - Vice-champion en 1973, en 1974 et en 1975

- Championnat d'Australie
  - Vice-champion en 2000

- Championnat de Chypre
  - Champion en 2006

- Supercoupe de Chypre
  - Vainqueur en 2006